# Federico Turienzo
Federico Ezequiel Turienzo (La Plata, Argentina, 6 de fevereiro de 1983) é um futebolista argentino que atua na posição de goleiro.

## Trajetória
- 2001-2004  Gimnasia y Esgrima La Plata (50, 7)
- 2005-2006  Brighton & Hove Albion F.C. (4, 0)
- 2006  Teramo Calcio (?, ?)
- 2007  Salernitana Calcio 1919 (?, ?)